# 希俄斯的狄奧多圖斯
狄奧多圖斯（希臘語：Θεoδoτoς，死於西元前43年或前42年），可能出身希臘希俄斯岛，或是薩摩斯島，他是托勒密埃及年輕的國王托勒密十三世的修辭學導師。

## 托勒密十三世的顧命大臣
狄奧多圖斯是個技巧熟練的修辭學家，並是托勒密十三世的修辭學導師。當托勒密十二世於前51年春季逝世，年幼的托勒密十三世繼位時，他也是其中三位具有很大影響力的重臣之一。三人之中最有權勢的是宦官兼財政大臣波提紐斯，再來是掌握軍權的將軍阿基拉斯，最後就是他狄奧多圖斯。在前50年秋季，三人成功再讓托勒密十三世與富有野心的姊姊克麗奧佩脫拉七世一同共治，先前克麗奧佩脫拉七世將近一年的時間是獨自統治埃及的。在前49年，波提紐斯等人把克麗奧佩脫拉驅逐出埃及，如此一來托勒密十三世成為埃及的唯一統治者，然而他仍受三人很大的影響。
克麗奧佩脫拉儘管被驅逐出境，但她很快就在巴勒斯坦重新號召一支服從她的雇傭軍，於是托勒密和他的朝臣率領大軍進駐埃及邊界的軍事要地培琉喜阿姆，就近監視克麗奧佩脫拉軍隊的舉動。就在前48年7月底，羅馬前三巨頭之一的龐培輸掉與凱撒的決定性會戰法薩盧斯戰役，戰敗的龐培出現在靠近培琉喜阿姆的外海，向關係良好的托勒密埃及尋求庇護和幫助。

## 處置龐培
當龐培使者向托勒密十三世遞交請願書後，波提紐斯立即召集其他重要朝臣召開會議，討論如何處置這個情況。根據普魯塔克的記載，當時狄奧多圖斯利用他精湛的演辯術，說服與會的其他人。狄奧多圖斯認為假如埃及接納了龐培，那龐培可能會反過來成為埃及的主人，並可能使凱撒入侵埃及。但若拒絕接納龐培，不僅得罪了龐培，也會得罪凱撒，因為沒有把龐培交給凱撒自己而讓他跑了。因此狄奧多圖斯認為最妥當的方式是誘殺龐培，如此一來凱撒就會滿足，二來也不用擔心龐培會報復，「畢竟死者不會反噬」狄奧多圖斯最後如此笑著說道。雖然在凱撒的《內戰記》中沒有提到狄奧多圖斯有參予這場會議，但仍認為是因狄奧多圖斯的意見而殺了龐培。然而盧坎的《法沙利亞》卻說是波提紐斯提議殺了龐培。總而言之，龐培的命運就由這場會議決定，最後在阿基拉斯下令下，盧基烏斯·塞普提米烏斯殺了龐培。

## 最後
龐培被殺的兩天後，凱撒率領艦隊趕來亞歷山卓外海。根據李維和普魯塔克的記載，當時是狄奧多圖斯親自把龐培的頭顱和印信交給凱撒，但凱撒不忍檢視，也很厭惡、氣憤他們的作為，並為龐培留下眼淚，而古代和現代史學家對於凱撒的眼淚都有各種不同的見解。
之後凱撒繼續留在埃及，試圖調解托勒密十三世和克麗奧佩脫拉七世的王位糾紛，他也要求托勒密政府償還欠他的借款，因為托勒密十二世在前55年為了要復位，向他借了大筆金錢做軍事用途。在這些事件影響下，加上凱撒明顯支持克麗奧佩脫拉七世，托勒密十三世決定要趁著凱撒目前兵力薄弱的機會，與他開戰。
當時波提紐斯和阿基拉斯都站於托勒密十三世陣營，然而狄奧多圖斯卻逃離埃及，日後過著慘澹的生活，前43年或前42年在羅馬的亞細亞行省被馬爾庫斯·尤尼烏斯·布魯圖或盖乌斯·卡西乌斯·朗基努斯殘酷的處死。

## 腳註
1. ↑  根據古希臘傳記作家普魯塔克 (龐培 77.3; 布魯圖 33.3) 狄奧多圖斯出身希俄斯岛，但另外一位古代歷史學家阿庇安 (內戰 2.84.354) 卻認為他出身薩摩斯島
2. ↑  普魯塔克, 龐培 80.9; 布魯圖 33.3; 阿庇安, 內戰 2.84.354.
3. ↑  普魯塔克, 龐培 77.3; 布魯圖 33.3; 阿庇安, 內戰 2.84.354; 李維, 從羅馬建城開始, epitome of book 112; 佛羅魯斯（Florus） 2.13.60.
4. ↑  普魯塔克, 龐培 77.5-7; 布魯圖 33.2-4; 阿庇安, 內戰 2.84 李維, 從羅馬建城開始, epitome of book 112; 盧坎, 法沙利亞 8, 484-535  凱撒, 內戰記 3.104.1-2.
5. ↑  李維, 從羅馬建城開始, epitome of book 112; 普魯塔克, 凱撒 48.2;
6. ↑  普魯塔克, 龐培 80.9; 布魯圖 33.6.
7. ↑  阿庇安, 內戰 2.90.377.

## 來源
- Friedrich Münzer: Theodotos 14). In: Realencyclopädie der Classischen Altertumswissenschaft, vol. 5 A, 2 (1934), col. 1956-1957.